# دث آنجل
دث آنجل (به انگلیسی: Death Angel) یک گروه ترش متال آمریکایی از دیلی سیتی، کالیفرنیا است که در ابتدا از سال ۱۹۸۲ تا ۱۹۹۱ و دوباره از سال ۲۰۰۱ فعال بود. این گروه ۹ آلبوم استودیویی، دو نوار دمو، یک کلکسیون جعبه‌ای و سه آلبوم زنده منتشر کرده است. گروه تغییرات زیادی در ترکیب خود داشته است و راب کاوستانی نوازندهٔ گیتار تنها عضو ثابت آن باقی مانده است. او و خواننده مارک اوسگودا (که در سال ۱۹۸۴ به گروه پیوست) تنها اعضای گروه هستند که در تمام آلبوم‌های استودیویی خود حضور دارند.
دث آنجل به عنوان یکی از گروه‌های کلیدی در جنبش ترش متال منطقۀ خلیج در دههٔ ۱۹۸۰ در نظر گرفته می‌شود و در آن دهه جایگاه‌های بازگشایی را در سالن‌های باشگاه تضمین کرد، از جمله افتتاحیه برای همتایان خود مانند مگادث، متالیکا، اسلیر، اکسدس، تستمنت، اورکیل، DRI، مرسی‌فول فیت و Possessed. آنها همچنین اغلب به عنوان یکی از رهبران موج دوم جنبش ترش متال از دههٔ ۱۹۸۰ و یکی از «هشت نفر بزرگ» این ژانر (همراه با متالیکا، مگادث، اسلیر، انترکس، تستمنت، اکسدس و اورکیل)، و همچنین یکی از به اصطلاح «شش بزرگ ترش متال منطقهٔ خلیج» (در کنار اکسدس، تستمنت، Lȧȧz Rockit , Forbidden و Vio-lence) شناخته می‌شوند. پس از موفقیت زیرزمینی دو آلبوم اول استودیویی خود، خشونت فوق‌العاده (۱۹۸۷) و شادی از طریق پارک (۱۹۸۸)، دث آنجل در سال ۱۹۸۹ با گفن رکوردز قرارداد امضا کرد و سال بعد تنها آلبوم خود با این ناشر را با عنوان سومین حرکت منتشر کرد.
اندی گالئون نوازندهٔ درام آن زمان در حین تور برای حمایت از سومین حرکت در یک تصادف اتوبوس مجروح شد و بیش از یک سال طول کشید تا به‌طور کامل بهبود یابد. این منجر به فروپاشی گروه در سال ۱۹۹۱ شد. دث آنجل در سال ۲۰۰۱ (بدون نوازندهٔ گیتار ریتم اصلی گاس پپا) در کنسرت سودمند ترش تایتان‌ها برای خوانندهٔ تستمنت چاک بیلی اصلاح شد و گروه از آن زمان تاکنون شش آلبوم دیگر منتشر کرده است، از جمله انسان‌کشی (۲۰۱۹) که آهنگ عنوان آن به دث آنجل یک نامزدی برای جایزه گرمی داد. آنها در حال حاضر مشغول کار بر روی دهمین آلبوم استودیویی خود هستند که به‌طور آزمایشی در سال ۲۰۲۵ منتشر می‌شود. گروه یک کنسرت کریسمس نیمه‌منظم برگزار می‌کند.

## اعضای گروه

### اعضا

اجرای زندۀ دث آنجل در جشنوارۀ متال فرنزی آلمان سال ۲۰۱۸
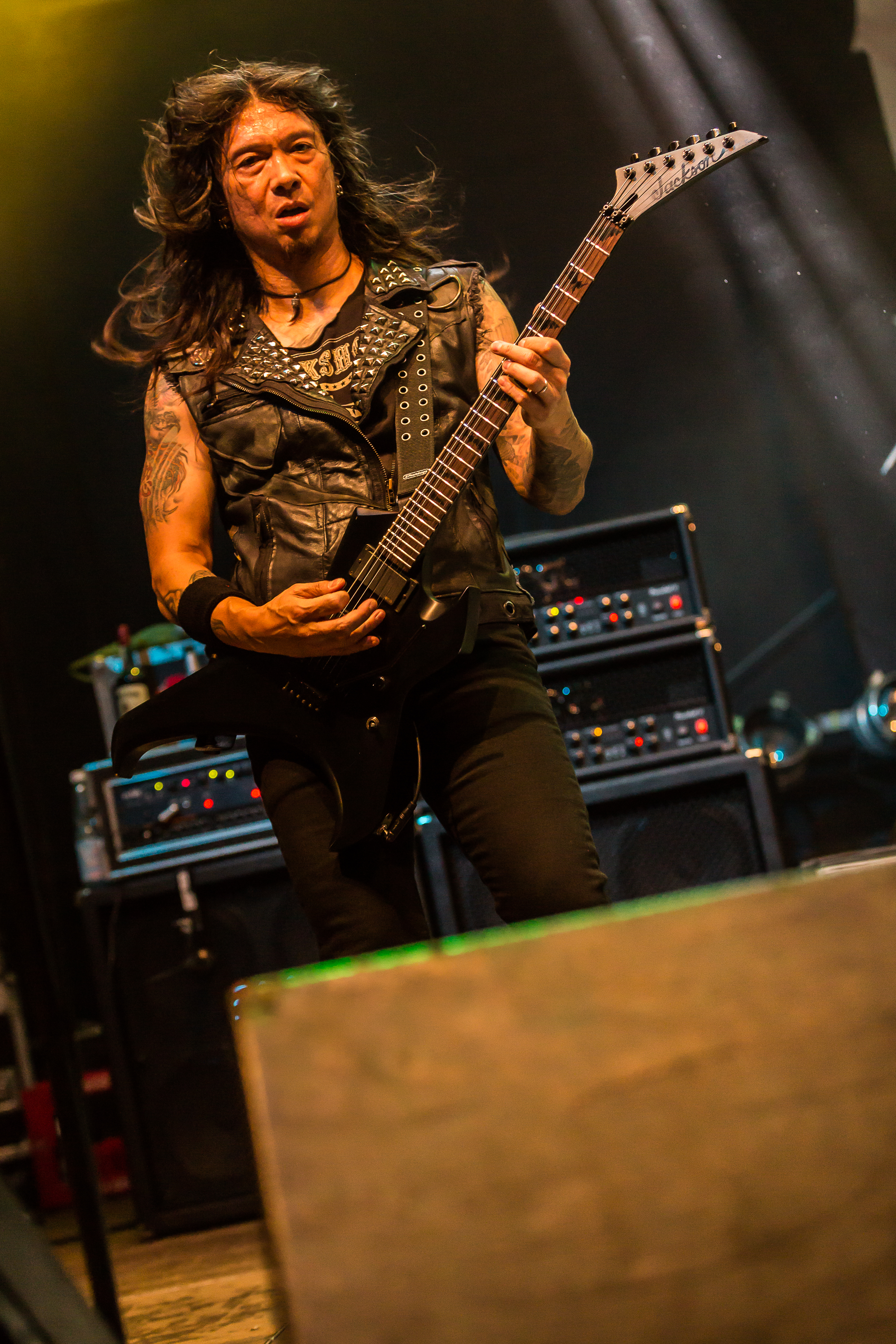
راب کاوستانی
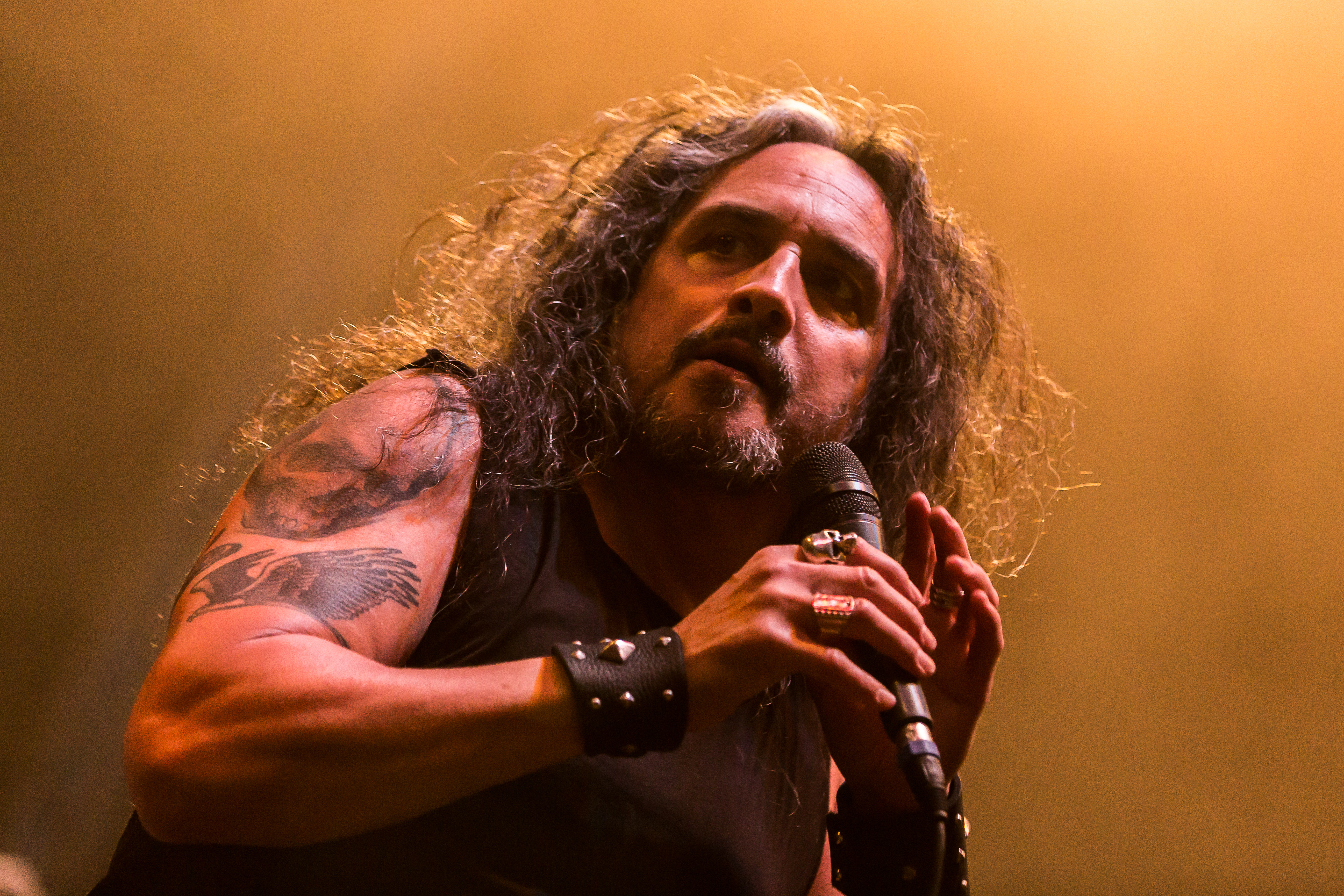
مارک اوسگودا
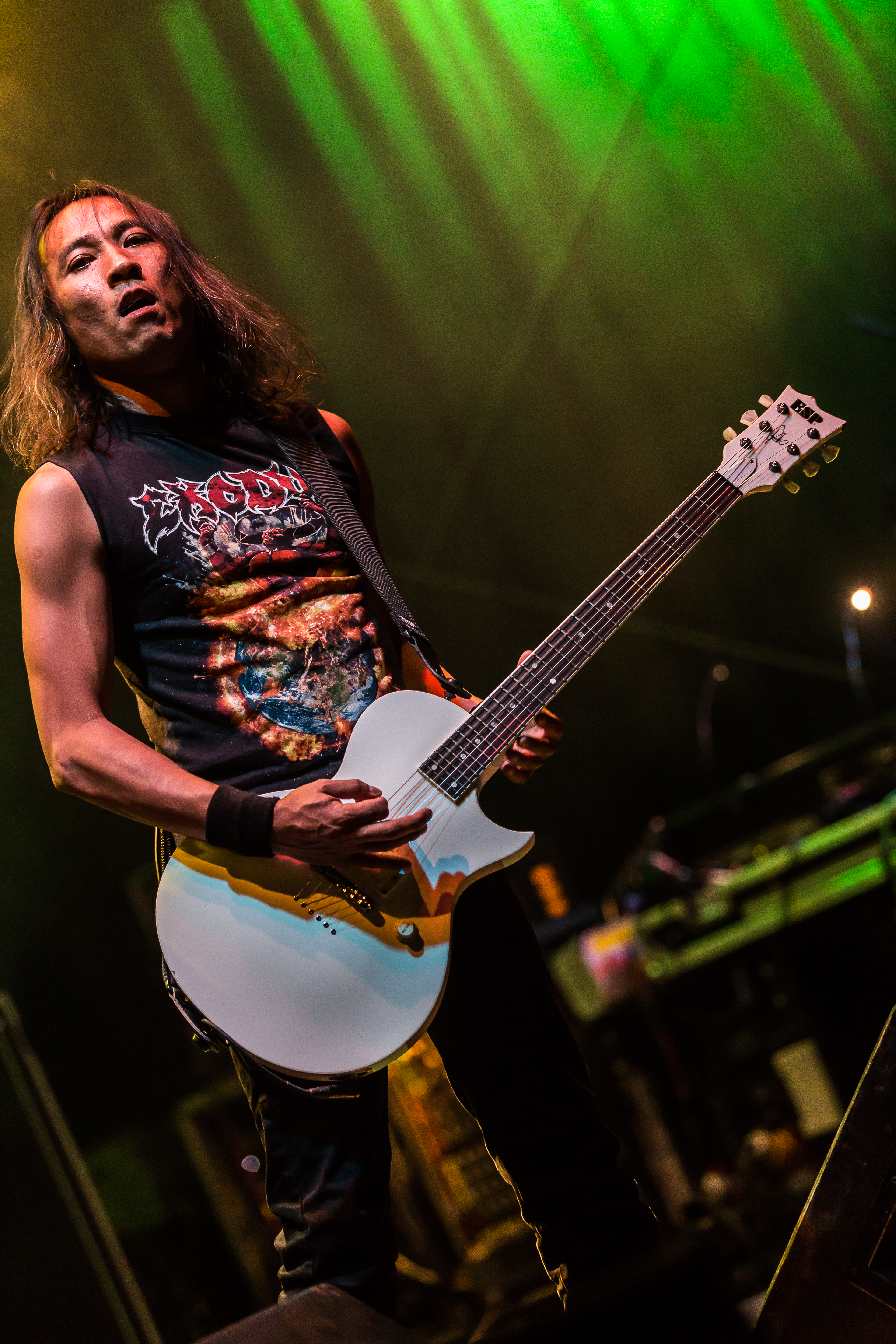
تد اگیلار
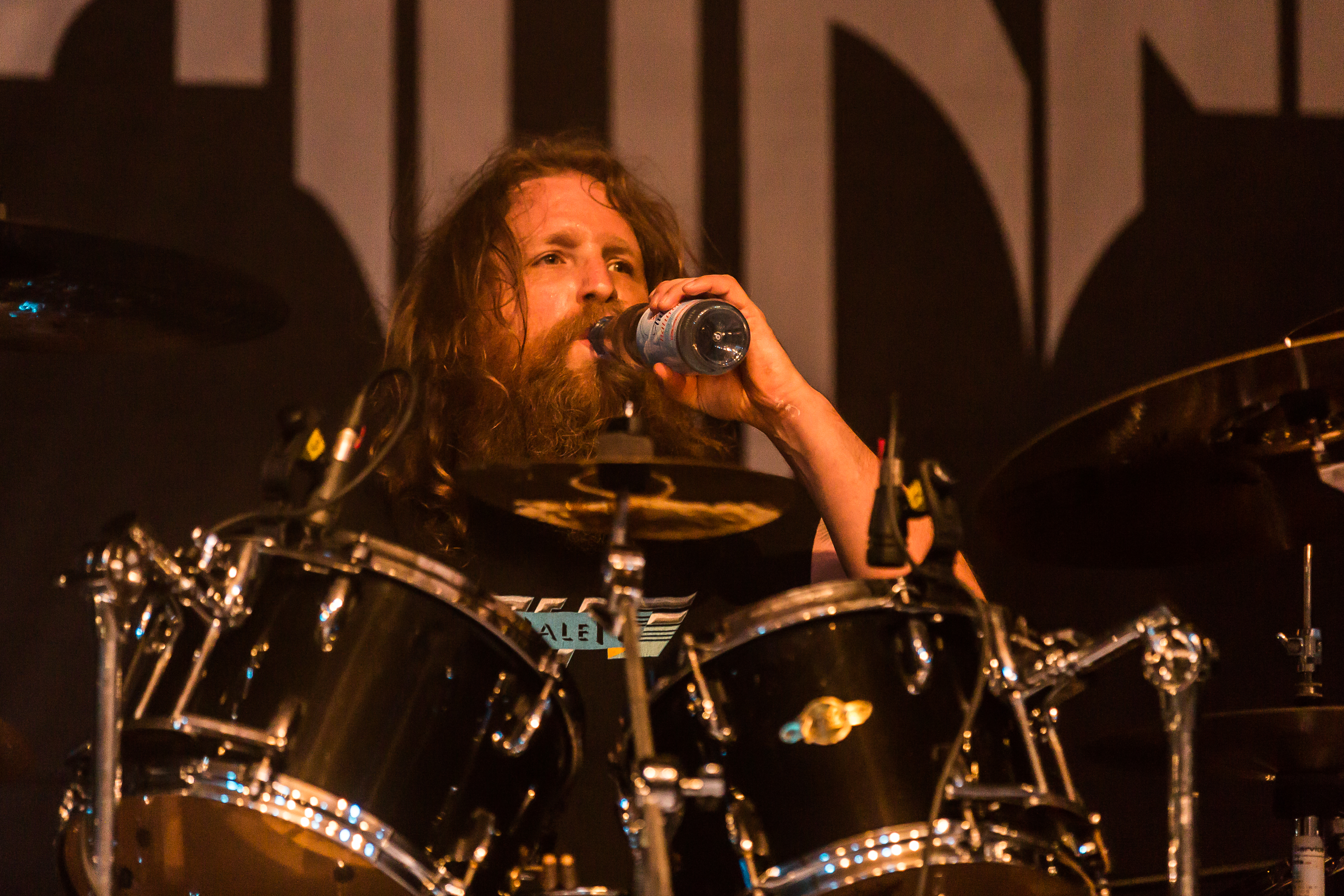
ویل کارول
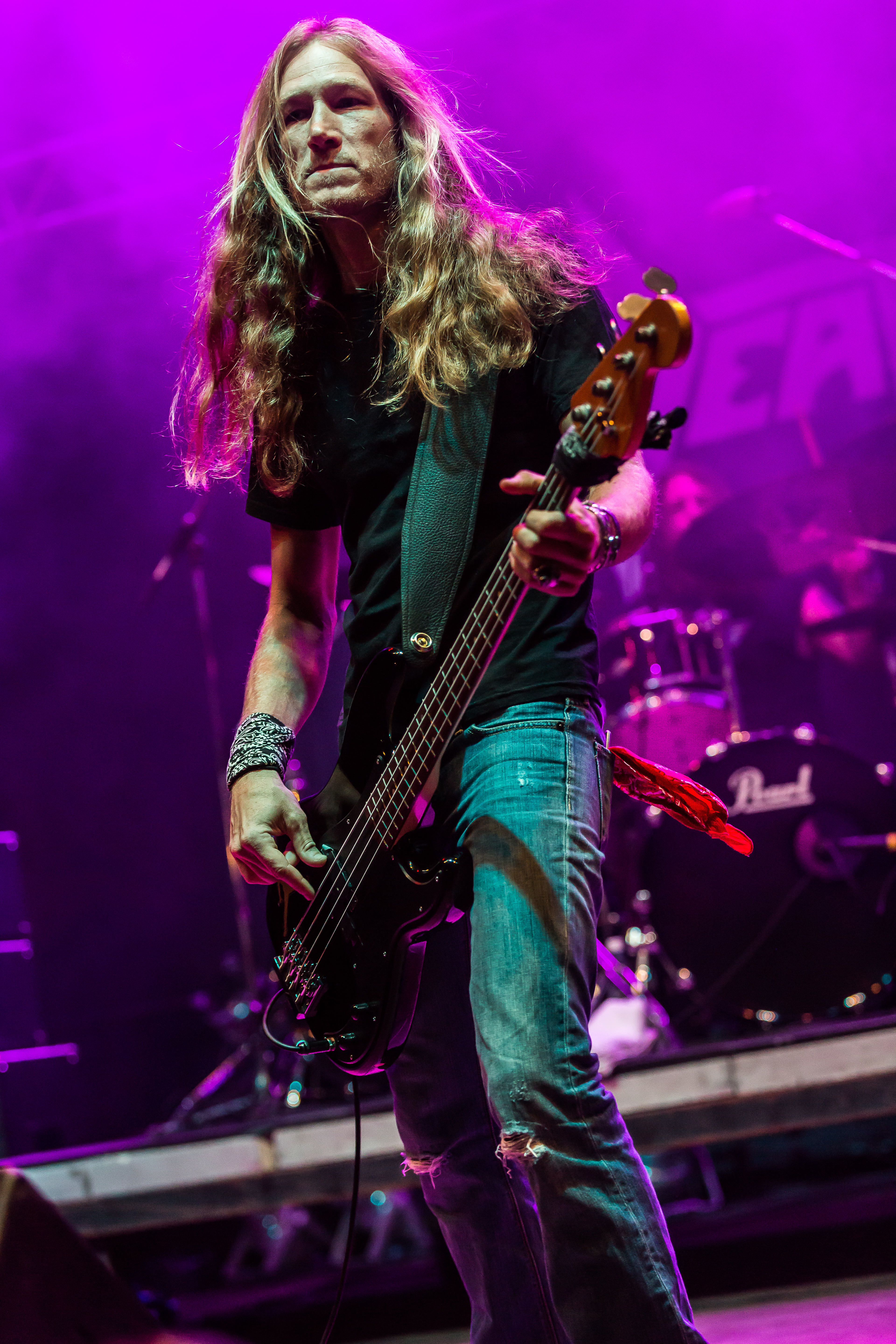
دیمین سیسون

اعضای کنونی
- راب کاوستانی – گیتار اصلی، همخوان (۱۹۹۱–۱۹۸۲، ۲۰۰۱–اکنون)
- مارک اوسگودا – خواننده اصلی (۱۹۹۱–۱۹۸۴، ۲۰۰۱–اکنون)
- تد اگیلار – گیتار ریتم، همخوان (۲۰۰۱–اکنون)
- ویل کارول – درام (۲۰۰۹–اکنون)
- دیمین سیسون – بیس (۲۰۰۹–اکنون)

اعضای پیشین
- دنیس پپا – بیس (۱۹۹۱–۱۹۸۲، ۲۰۰۸–۲۰۰۱)، همخوان (۱۹۹۱–۱۹۸۴، ۲۰۰۸–۲۰۰۱)، خواننده اصلی (۱۹۸۴–۱۹۸۲)
- گاس پپا – گیتار ریتم، همخوان (۱۹۹۱–۱۹۸۲)
- اندی گالئون – درام، همخوان (۱۹۹۱–۱۹۸۲، ۲۰۰۹–۲۰۰۱)
- سامی دیوسدادو – بیس، همخوان (۲۰۰۹–۲۰۰۸)

اجرای تور
- کریس کونتوس – درام (۱۹۹۱)

## ترانه‌شناسی
- خشونت فوق‌العاده (۱۹۸۷) The Ultra-Violence
- شادی از طریق پارک Frolic Through the Park (۱۹۸۸)
- حرکت سوم (۱۹۹۰) Act III
- هنر مردن (۲۰۰۴) The Art of Dying
- فصل کشتار (۲۰۰۸) Killing Season
- قصاص بی‌امان (۲۰۱۰) Relentless Retribution
- رؤیای خون را فرا می‌خواند The Dream Calls for Blood (۲۰۱۳)
- تقسیم شیطانی The Evil Divide (۲۰۱۶)
- انسان‌کشی (۲۰۱۹) Humanicide